# Єттінген-Шеппах
Єттінген-Шеппах (нім. Jettingen-Scheppach) — громада в Німеччині, знаходиться в землі Баварія. Підпорядковується адміністративному округу Швабія. Входить до складу району Гюнцбург.
Площа — 54,07 км2. Населення становить 7141 ос. (станом на 31 грудня 2020).